# 이규영 (배우)
이규영(1986년 8월 11일 ~ )은 대한민국의 배우이다.

## 출연 작품

### 영화
- 《마녀(魔女) Part2. The Other One》 (2022년) - 장 수하 4 역
- 《쌍칼》 (2019년) - 헌병 1 역
- 《상류사회》 (2018년) - 왈라 녹음 역
- 《폭력의 틈》 (2015년) - 법정경위 1 역
- 《밀크보이즈》 (2012년) - 지만 역
- 《패는여자》 (2012년) - F2 역
- 《스미다》 (2010년) - 차은택 역
- 《무적자》 (2010년) - 태민 조직원 역

### 드라마
- 《남과 여》 (2023년, 채널A)
- 《최악의 악》 (2023년, 웹드라마)
- 《우아한 제국》 (2023년, KBS2) - 탁성구 역
- 《각자의 사정》 (2023년, 웹드라마)
- 《펜스 밖은 해피엔딩》 (2022년, 웹드라마)
- 《다시 나를 찾아와》 (2022년, 웹드라마)
- 《당신이 소원을 말하면》 (2022년, KBS2)
- 《킬힐》 (2022년, tvN)
- 《태종 이방원》 (2021년, KBS1) - 민무휼 역
- 《펜트하우스 3》 (2021년, SBS)

### 연극
- 《탬버린보이》 (2010년)－ 강민 역

### 예능
- 《I AM A MODEL MEN 시즌 2》 (2006년, Mnet)
- 《MKMF 제너럴 아이디어 패션쇼》 (2006년, Mnet)